# IC 3155
IC 3155 је лентикуларна галаксија у сазвјежђу Дјевица која се налази на листи објеката дубоког неба у Индекс каталогу.
Деклинација објекта је + 6° 0' 23" а ректасцензија 12h 19m 45,2s. Привидна величина (магнитуда) објекта IC 3155 износи 14,2 а фотографска магнитуда 15,2. IC 3155 је још познат и под ознакама MCG 1-32-3, CGCG 42-22, VCC 366, NPM1G +06.0330, PGC 39708.